# I racconti del terrore
I racconti del terrore (Tales of Terror) è un film del 1962, diretto dal regista Roger Corman.

## Trama
La trama si suddivide in episodi, tutti ispirati ai racconti di Edgar Allan Poe:
- Morella, narra della vendetta di una donna verso i suoi familiari; impossessandosi del corpo della figlia, la defunta Morella, sepolta dal marito in una nicchia della sontuosa casa, spinge la ragazza al crimine nei confronti del padre. Moriranno entrambi nel rogo dell'abitazione.
- Il gatto nero, narra di un omicidio che coinvolge anche un gatto nero ed è intrecciato all'episodio Il barile di Amontillado. Un ubriacone (Lorre) nella speranza di ottenere un po' di vino gratis, si iscrive ad una improvvisata gara di assaggio contro l'istrionico sommelier Fortunato Lucresi (Price). Quando questi gli insidierà la bella e ricca moglie, li uccide entrambi e li mura in cantina, ma il malvagio gatto di casa si fa rinchiudere di nascosto con loro e all'arrivo della Polizia lo tradisce miagolando dall'improvvisata tomba.
- Valdemar, narra di un esperimento condotto su un cervello di una persona morta. Il dottor Carmichael (Rathbone), innamorato della giovane moglie di Valdemar (Price), minato dalla vecchiaia e dalla malattia, decide di ipnotizzarlo in articulo mortis per poter pilotare il suo cervello e fargli dire ciò che lui vuole. Ma l'esperimento si protrae ben oltre la morte fisica di Valdemar, il cui cervello continua a vivere dolorosamente, sotto l'effetto dell'ipnosi. Il corpo del defunto si vendicherà uccidendo Carmichael e disfacendosi in pochi secondi in una allucinante sequenza.

## Altri progetti

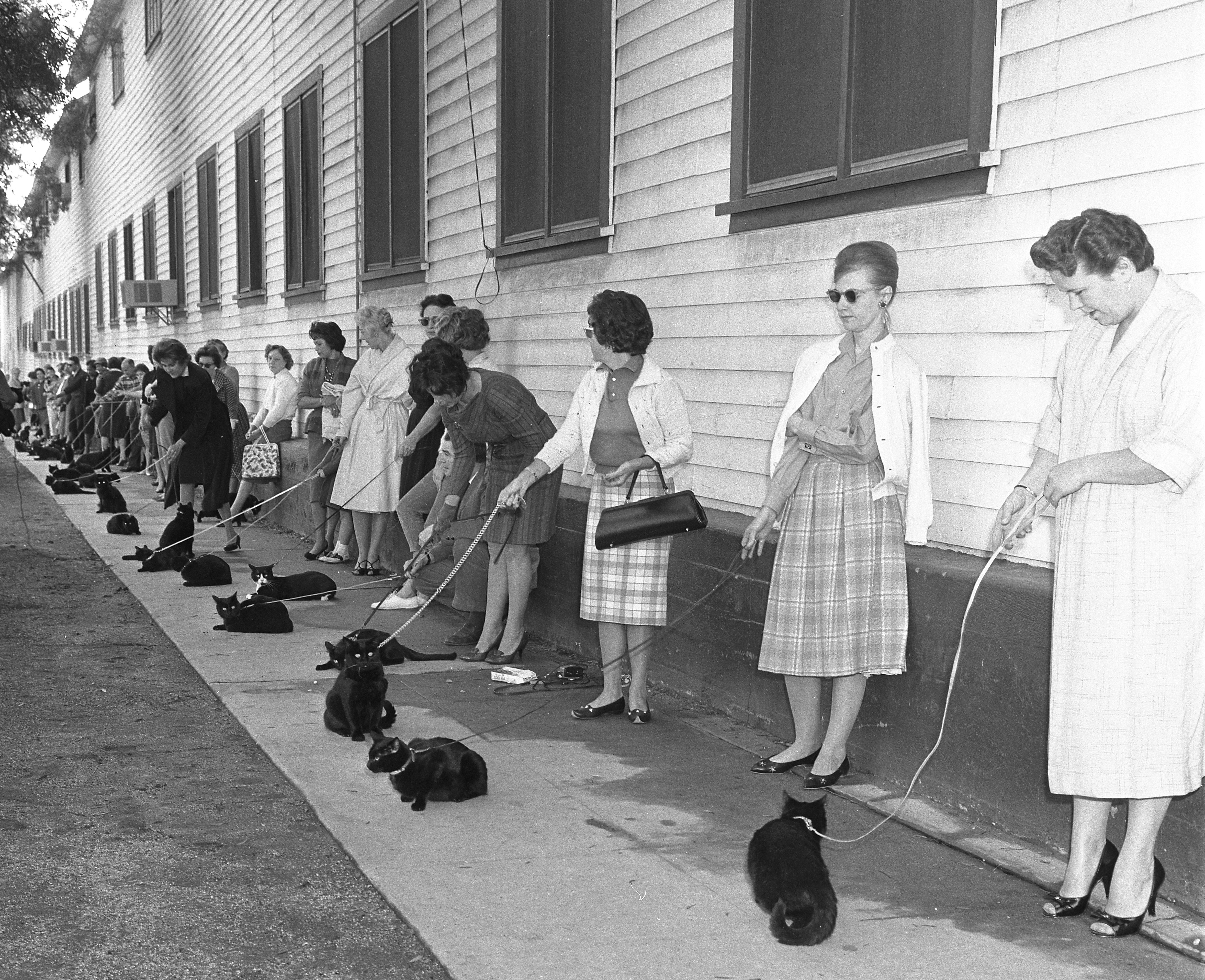
Fila del casting per il ruolo del gatto nero nel secondo episodio